# Coriocarcinoma
El coriocarcinoma es un tipo de cáncer por lo general agresivo de la placenta, por lo que forma parte del espectro de enfermedades trofoblásticas gestacionales. Se caracteriza por metástasis frecuente hacia los pulmones.
A pesar de ser bastante agresivo y letal, puede ser curable cuando es diagnosticada de forma oportuna, aun cuando existe presencia de metástasis. con reiteración puede haber un fallo diagnóstico. Esto puede deberse a que es productor de un marcador tumoral, la fracción beta de la Gonadotrofina Coriónica Humana (beta-HGC) y también en gran medida sensible a la quimioterapia. Así, el clínico puede no sospechar de la existencia de una neoplasia y el diagnóstico determinante se establece en el estudio de autopsia (post mortem).

## Etiología
El coriocarcinoma de la placenta ocurre precedido por:
- Mola hidatiforme en un 50% de los casos;
- Aborto espontáneo en un 20% de los casos;
- Embarazo ectópico en un 2% de los casos;
- Embarazo normal a término entre un 20 y 30% de los casos.

Rara vez ocurre un coriocarcinoma en lugares primarios además de la placenta y más raro aún es el coriocacinoma masculino, una forma tumores de las células germinales del testículo.
Por otra parte, la etiología también puede ser presenciada cuando existe un defecto en el mecanismo de regulación en el momento que las células del trofoblasto invaden la caduca, donde intervienen las células inmunitarias del organismo en cuestión. De este modo, podría ocurrir una disminución de la cantidad de células CD56 y linfocitos T8, cuyos valores se encuentran normales en placentas de mujeres sanas.
Los coriocarcinomas intraplacentarios son bastante infrecuentes. Sin embargo, están asociados, o pueden ocurrir tras gestaciones a término aparentemente no complicadas.

## Patología
La característica común es poder identificar un sincitiotrofoblasto íntimamente relacionado con el citotrofoblasto sin la formación de vellosidades placentarias definitivas. Los sincitiotrofoblastos son células alargadas con núcleos irregulares y citoplasma altamente eosinofílico que rodea al citotrofoblasto.

### Anatomía patológica
La histopatología del coriocarcinoma suele fundamentarse en el hallazgo de células de las dos capas trofoblásticas dispuestas en columnas, con frecuencia separadas una columna de la otra por lagunas de sangre coagulada que suelen invadir el tejido muscular. Las vellosidades están casi siempre ausentes y a menudo se aprecian zonas de necrosis y hemorragia.

## Epidemiologia
El coriocarcinoma gestacional es un tipo de cáncer que si se diagnostica con tiempo es curable con un tratamiento adecuado dirigido por el médico especialista. De lo contrario, puede llegar a ser mortal. En ciertos casos puede llegar a ser una causa de muerte en un 10% de las mujeres diagnosticadas.
Para realizar un diagnóstico, ya sea oportuno o programado por el médico especialista, hay que tomar mucho en cuenta los síntomas que presenta la paciente y tratar de asociar los síntomas con antecedentes gineco-obstétricos. Con el paso del tiempo se han ido implementando varios tipos de tratamientos. Uno de ellos es la quimioterapia, que en gran medida ha ayudado que el porcentaje de mortalidad disminuya.
El coriocarcinoma gestacional tiende a presentar varios indicios frecuentes, como el sangrado vaginal anormal que puede ocurrir entre periodos. También tienden a manifestarse síntomas respiratorios y gastrointestinales, entre otros. El mayor porcentaje de mujeres diagnosticadas con coriocarcinoma gestacional por lo general permanecen 20 días en el hospital pero siempre y cuando estén en una etapa muy elevada que puede ser metástasis, en ciertos casos cuando la enfermedad no ha sido tratada adecuadamente pueden morir a los 5 días de haber ingresado al hospital, esto indica que dicha enfermedad es altamente riesgosa cuando no es diagnosticada ni tratada cuidadosamente y a tiempo.
Esta enfermedad como se menciona es producto del crecimiento insólito de las células más conocido como tumor o neoplasia, lo cual puede ser benigno o maligno, esta enfermedad al momento de ser valorada debe ser tratada de inmediata y analizada cuidadosamente por el especialista.
Cuando la enfermedad es diagnosticada a tiempo la tasa de mortalidad es baja y permite evitar complicaciones un poco fuertes, como prioridad se valora de manera precisa y eficaz los antecedentes gineco-obstetricos, ya que estas valoraciones demuestran una inclinación a la presencia del coriocarcinoma gestacional en mujeres con varios partos en diferentes periodos.

## Factores de riesgo
Los factores de riesgo que están ampliamente asociados con la aparición del coricarcinoma son: 
- Edad de la madre que sea menor a 20 años o mayor a 39.[5]
- Edad del padre mayor a 40 años de edad.[5]
- Historia previa de enfermedad trofoblástica.[5]
- Mujeres que hayan consumido anticonceptivos orales.[5]
- Mujeres con aproximadamente 5 gestaciones previas.[5]
- Incrementos de expresión de p53, p21, Rb y MDM2[9]

## Cuadro clínico
Síntomas del padecimiento final
- Hemorragia transvaginal
- Taquicardia
- Desaturación
- Aborto
- Alto riesgo de muerte[7]

Síntomas respiratorios
- Infiltrados pulmonares en cuatro cuadrantes de traqueotomía
- Paro cardiorrespiratorio irreversible
- Disnea
- Tos[10]

Síntomas gastrointestinales
- Distensión abdominal
- Náuseas
- Vómitos
- Dolor intrauterino[10]

Síntomas generales
- Pérdida de peso
- Anemia
- Inflamación de ganglios linfáticos
- Cambios sistemáticos (agrandamientos) del endometrio y glándulas mamarias.[11]
- Metástasis generalmente en pulmones, hígado, cerebro o riñón.

Es importante tomar en cuenta el cuadro clínico en pacientes con antecedentes gineco-obstétricos de alto riesgo, ya que estas manifestaciones pueden tener grandes variaciones. Por otra parte, cuando el diagnóstico se hace oportunamente, la mejoría del paciente es notable. Sin embargo, debido a la presencia de metástasis prematuras hacia varios órganos como los pulmones, si no son tratadas a tiempo, la mortalidad es alta.

## Diagnóstico
- Rayos X puede mostrar múltiples infiltrados de diversos tamaños en los pulmones;
- Tomografía axial computarizada (TAC);[6]
- Tomografía por emisión de positrones;[6]
- Estudio ultrasonográfico
- Ecografía doppler[13]

## Tratamiento
El coriocarcinoma es uno de los tumores más sensibles a la quimioterapia. El promedio de cura, aún para los casos metastásicos, está cercano al 90-95%. Prácticamente todos los pacientes sin metástasis pueden ser curados, sin embargo, con metástasis al hígado o al cerebro, la enfermedad por lo general es mortal.
El tratamiento se basa según el riesgo del cáncer, el grupo con bajo riesgo recibirá un tratamiento monoquimioterapeutico, en un grupo de alto riesgo se considera un tratamiento poliquimioterapeutico y en ciertas ocasiones radioterapia o cirugía.